# خرد و انقلاب
خرد و انقلاب: هگل و ظهور نظریه اجتماعی (به انگلیسی: Reason and Revolution: Hegel and the Rise of Social Theory)؛ (۱۹۴۱؛ ویرایش دوم ۱۹۵۴) کتابی از هربرت مارکوزه (۱۹ ژوئیه ۱۸۹۸-۲۹ ژوئیه ۱۹۷۹) فیلسوف و جامعه‌شناس آلمانی و از اعضای اصلی مکتب فرانکفورت است. نویسنده در آن به بررسی نظریه‌های اجتماعی فیلسوفان گئورگ ویلهلم فردریش هگل و کارل مارکس جامعه‌شناس آلمانی می‌پردازد. مارکوزه هگل را با این هدف تفسیر می‌کند تا نشان دهد مفاهیم اساسی هگل با گرایش‌هایی مخالف است که به فاشیسم منتهی شد.
این کتاب با بحث مهم هگل و مارکس مورد توجه و تحسین قرار گرفته‌است.

## چکیده
مارکوزه تلاش می‌کند نشان دهد «مفاهیم اساسی هگل با گرایش‌هایی مخالف است که به نظریه و عمل فاشیستی منتهی شده‌است.» مارکوزه این ایده را که توسط جامعه‌شناس لئونارد هابهاوس در کتاب «نظریه متافیزیکی دولت» (۱۹۱۸) مطرح شده بود، مورد انتقاد قرار می‌دهد که هگل مقدماتی ایدئولوژیک برای اقتدارگرایی آلمانی فراهم کرد. مارکوزه در پیوستی به نسخه ۱۹۶۰ بیان می‌کند «تنها تحول عمده اخیر در تفسیر فلسفه هگل، احیای مطالعات هگل در فرانسه پس از جنگ است». مارکوزه تفسیر جدید فرانسوی را به وضوح نشان می‌دهد که ارتباط درونی بین دیالکتیک ایده‌آلیستی و ماتریالیستی را نشان می‌دهد. او فهرستی از آثار کلیدی، از جمله کتاب مقدمه‌ای بر خوانش هگل (۱۹۴۷) فیلسوف الکساندر کوژو ارائه می‌کند.

## تاریخچه انتشار
«خرد و انقلاب» اولین بار توسط انتشارات دانشگاه آکسفورد در سال ۱۹۴۱ و دومین بار توسط شرکت انتشارات علوم انسانی در سال ۱۹۵۴ منتشر شد. در سال ۱۹۶۰، این کتاب در نسخه جیبی توسط بیکن پرس چاپ شد. «خرد و انقلاب» در سال ۱۳۸۸ توسط محسن ثلاثی به زبان فارسی ترجمه شد.

## معرفی
- روانکاو اریش فروم کتاب «خرد و انقلاب» را ستود و آن را «درخشان و نافذ» و «مهمترین اثری که درک انسان‌گرایی مارکس را باز کرد» نامید.[۵]
- مورخ پیتر گی این کتاب را یکی از مهم‌ترین بحث‌های ازخودبیگانگی در ادبیات علمی در مورد هگل و مارکس توصیف کرد.[۶]
- ژان میشل پالمیر این اثر را رد کتاب «هستی‌شناسی هگل و نظریه تاریخیت» مارکوزه (۱۹۳۲) و تفسیری از هگل تحت تأثیر مارتین هایدگر می‌دانست.[۷]